# Список космических запусков России в 2023 году
В 2023 году Россия заняла третье место по числу запусков ракет космического назначения. Доля России в космических запусках составила 8 % (19 пусков), против 48 % у США (106 пусков) и 30 % у КНР (67 пуска).

## Список орбитальных космических запусков России в 2023 году
| № п/п                | Дата (МСК)           | Ракета-носитель      | Полезная нагрузка | Заказчик             | Космодром / Старт.комплекс | Результат            |
| Состоявшиеся запуски | Состоявшиеся запуски | Состоявшиеся запуски | Состоявшиеся запуски | Состоявшиеся запуски | Состоявшиеся запуски       | Состоявшиеся запуски |
| -------------------- | -------------------- | -------------------- | --- | -------------------- | -------------------------- | -------------------- |
| 1                    | 05.02.2023, 12:12:52 | Протон-М/ДМ-03       | Электро-Л № 4 | Роскосмос            | Байконур 81/24             | Успех                |
| 2                    | 09.02.2023, 09:15:36 | Союз-2.1а            | Прогресс МС-22 | Роскосмос            | Байконур 31/6              | Успех                |
| 3                    | 24.02.2023, 03:24:29 | Союз-2.1а            | Союз МС-23 | Роскосмос            | Байконур 31/6              | Успех                |
| 4                    | 13.03.2023, 02:13:00 | Протон-М/Бриз-М      | Луч-5X (Олимп-К 2) | Роскосмос            | Байконур 200/39            | Успех                |
| 5                    | 23.03.2023, 09:40:11 | Союз-2.1а            | Космос-2567 | Минобороны России    | Плесецк 43/3               | Успех                |
| 6                    | 29.03.2023, 22:57:02 | Союз-2.1в            | Космос-2568 | Минобороны России    | Плесецк 43/4               | Успех                |
| 7                    | 24.05.2023, 15:56:07 | Союз-2.1а            | Прогресс МС-23 | Роскосмос            | Байконур 31/6              | Успех                |
| 8                    | 27.05.2023, 0:14:51  | Союз-2.1а/Фрегат     | Кондор-ФКА № 1 | Минобороны России    | Восточный 1С               | Успех                |
| 9                    | 27 июня, 14:34:49    | Союз-2.1б/Фрегат     | - Метеор-М № 2-3, - ReshUCube-2, - Авион Калуга 650, - СтратоСат ТК-1 (+6 пикосатов формата TinySat внутри), - Монитор-2, - Монитор-3, - Монитор-4, - Sirius-SINP-3U, - ArcCube-01, - Норби-2, - Ярило № 3, - Ярило № 4, - UTMN-2, - Нанозонд-1, - УмКА-1, - Святобор-1, - Импульс-1, - Хорс № 1, - Хорс № 2, - SamSat-ION, - САТУРН, - CSTP-1.1, - CSTP-1.2, - Политех-Юниверс-3, - SITRO-AIS-5, 6, 7, 8, 9, 10, 11, 12 (8 шт.), - SXC3-2217 Vizard-meteo, - SXC12−222 ZORKIY-2M, - SXC3-2220 KuzGTU-1, - CubeSX-HSE-3, - Ахмат-1, - PHI-DEMO, - BSUSat-2, - A-SEANSAT-PG1, - Рассвет-1 № 1, - Рассвет-1 № 2, - Рассвет-1 № 3 | Роскосмос            | Восточный 1С               | Успех                |
| 10                   | 7 августа, 16:19:25  | Союз-2.1б/Фрегат     | Космос-2569 (Глонасс-К2 № 13Л) | Минобороны России    | Плесецк 43/3               | Успех                |
| 11                   | 11 августа, 2:10:57  | Союз-2.1б/Фрегат     | Луна-25 | Роскосмос            | Восточный 1С               | Успех                |
| 12                   | 23 августа, 04:08    | Союз-2.1а            | Прогресс МС-24 | Роскосмос            | Байконур 31/6              | Успех                |
| 13                   | 15 сентября, 21:44   | Союз-2.1а            | Союз МС-24 | Роскосмос            | Байконур 31/6              | Успех                |
| 14                   | 27 октября, 09:04    | Союз-2.1б            | Космос-2570 Космос-2571 | Минобороны России    | Плесецк 43/3               | Успех                |
| 15                   | 25 ноября, 23:58     | Союз-2.1б            | Космос-2572 | Минобороны России    | Плесецк 43/4               | Успех                |
| 16                   | 1 декабря, 13:25     | Союз-2.1а            | Прогресс МС-25 | Роскосмос            | Байконур 31/6              | Успех                |
| 17                   | 16 декабря, 12:18    | Союз-2.1б/Фрегат     | Арктика-М № 2 | Роскосмос            | Байконур 31/6              | Успех                |
| 18                   | 21 декабря, 11:48    | Союз-2.1б            | Космос-2573 | Минобороны России    | Плесецк 43/3               | Успех                |
| 19                   | 27 декабря, 10:03    | Союз-2.1в/Волга      | Космос-2574 | Минобороны России    | Плесецк 43/4               | Успех                |

## Статистика орбитальных запусков

### Российские запуски по ракетам-носителям
| Ракета-носитель | Число стартов | Неудачи | Примечания |
| --------------- | ------------- | ------- | ---------- |
| Протон-М        | 2             |         |            |
| Союз-2.1а       | 8             |         |            |
| Союз-2.1б       | 7             |         |            |
| Союз-2.1в       | 2             |         |            |
| Всего           | 19            |         |            |

### Российские запуски по космодромам
| Космодром | Число стартов | Неудачи | Примечания |
| --------- | ------------- | ------- | ---------- |
| Байконур  | 9             |         |            |
| Восточный | 3             |         |            |
| Плесецк   | 7             |         |            |